# Олен (Этолия)
Олен (др.-греч. Ὤλενος, лат. Olenus) — древний город в Южной Этолии, между реками Ахелоем и Евином, у подошвы горы Аракинф (Зиг). Гомер упоминает в каталоге кораблей в «Илиаде». Страбон сообщает, что город разрушен эолийцами. Во времена Страбона сохранились руины близ Нового Плеврона. Некоторые археологи считают, что руины, обнаруженные между двумя невысокими холмами Асфаковуни (Йифтокастро, Ασφακοβούνι, Γυφτόκαστρο, 122 м) и Петровуни (Πετροβούνι), южнее руин Нового Плеврона на холме Кастро-Иринис (382 м), в 4 км к северо-западу от Месолонгиона, принадлежат городу Олену. Главное место культа критского Зевса.
Полибий в своём труде называет этот город Элей. В римской поэзии «оленийский» был эквивалентом «этолийского». Латинский писатель Стаций в «Фиваиде» называет царя Калидона Тидея Olenius Tydeus.